# Tit Virgini Tricost Rútil
Tit Virgini Tricost Rútil (llatí: Proculus Verginius T. f. T. n. Tricostus Rutilus) va ser un magistrat romà. Formava part de la família Tricost, una branca de l'antiga gens Virgínia. Segurament era net d'Òpiter Virgini Tricost, que va ser cònsol l'any 502 aC.
Va ser elegit cònsol l'any 479 aC amb Cesó Fabi Vibulà, any en què la gens Fàbia va deixar Roma per anar a fer la guerra contra Veïs. Va ser àugur i va morir l'any 463 aC en una gran epidèmia de pesta que va devastar Roma.